# Резолюція Генеральної Асамблеї ООН 78/316
Резолю́ція Генера́льної Асамбле́ї ОО́Н 78/316 «Безпе́ка та захи́щеність я́дерних об'є́ктів Украї́ни, включа́ючи Запорі́зьку АЕС» — резолюція, яка вимагає від Російської Федерації негайно повернути Запорізьку атомну електростанцію під повний контроль суверенних й компетентних органів влади України для забезпечення її безпеки та захищеності, а також вивести з АЕС свій військовий та інший неуповноважений персонал. Документ ухвалений 11 липня 2024 року 99 голосами проти 9 при 60 утриманих під час 99-го пленарного засідання 78-ї сесії Генеральної Асамблеї Організації Об'єднаних Націй.

## Голосування
Проєкт резолюції A/78/L.90, який запропонували 5 липня 2024 року 50 держав-членів ООН (напівжирним шрифтом), ухвалили 11 липня на 99 пленарному засіданні 78-ї сесії Генеральної Асамблеї кваліфікованою більшістю присутніх як A/RES/78/316:
| Голос         | Кількість | Держави-члени Організації Об'єднаних Націй |
| ------------- | --------- | --- |
| За            | 99        | Австралія, Австрія, Албанія, Андорра, Антигуа і Барбуда, Аргентина, Багамські Острови, Барбадос, Беліз, Бельгія, Бенін, Болгарія, Боснія і Герцеговина, Ботсвана, Вануату, Велика Британія, Гамбія, Гана, Гаяна, Гватемала, Греція, Грузія, Данія, Демократична Республіка Конго, Домініканська Республіка, Еквадор, Естонія, Замбія, Ізраїль, Ірландія, Ісландія, Іспанія, Італія, Кабо-Верде, Канада, Катар, Кенія, Кіпр, Коморські Острови, Коста-Рика, Кот-д'Івуар, Латвія, Литва, Ліхтенштейн, Люксембург, М'янма, Маврикій, Малаві, Мальдіви, Мальта, Маршаллові Острови, Молдова, Монако, Нідерланди, Німеччина, Нова Зеландія, Норвегія, Палау, Панама, Папуа Нова Гвінея, Парагвай, Перу, Південна Корея, Північна Македонія, Польща, Португалія, Румунія, Самоа, Сан-Марино, Сан-Томе і Принсіпі, Сейшельські Острови, Сент-Кіттс і Невіс, Сербія, Сінгапур, Словаччина, Словенія, Сполучені Штати Америки, Суринам, Східний Тимор, Сьєрра-Леоне, Тонга, Тринідад і Тобаго, Туреччина, Угорщина, Україна, Уругвай, Федеративні Штати Мікронезії, Фіджі, Філіппіни, Фінляндія, Франція, Хорватія, Чехія, Чилі, Чорногорія, Швейцарія, Швеція, Ямайка, Японія |
| Проти         | 9         | Білорусь, Бурунді, Еритрея, Куба, Малі, Нікарагуа, Північна Корея, Росія, Сирія |
| Утрималися    | 60        | Алжир, Ангола, Бангладеш, Бахрейн, Болівія, Бразилія, Бруней, Бутан, В'єтнам, Вірменія, Габон, Гаїті, Гвінея-Бісау, Гвінея, Екваторіальна Гвінея, Ефіопія, Єгипет, Ємен, Зімбабве, Індія, Індонезія, Ірак, Іран, Йорданія, Казахстан, Камбоджа, Киргизстан, Китайська Народна Республіка, Колумбія, Кувейт, Лаос, Ліван, Лівія, Мавританія, Мадагаскар, Малайзія, Мексика, Мозамбік, Монголія, Намібія, Непал, Нігерія, Об'єднані Арабські Емірати, Оман, Пакистан, Південно-Африканська Республіка, Республіка Конго, Сальвадор, Саудівська Аравія, Сенегал, Судан, Таджикистан, Таїланд, Танзанія, Того, Туніс, Уганда, Узбекистан, Центральноафриканська Республіка, Шрі-Ланка |
| Не голосували | 25        | Азербайджан, Афганістан, Буркіна-Фасо, Венесуела, Гондурас, Гренада, Джибуті, Домініка, Есватіні, Камерун, Кірибаті, Лесото, Ліберія, Марокко, Науру, Нігер, Південний Судан, Руанда, Сент-Вінсент і Гренадини, Сент-Люсія, Соломонові Острови, Сомалі, Тувалу, Туркменістан, Чад |
| Всього        | 193       | |